# 1 Monk Street
A 1 Monk Street műemlék épület a walesi Monmouth központjában. Egykoron a helyi, úgynevezett Working Men’s Free Institute székhelye volt. Az épület II. kategóriás brit műemléknek (British Listed Building) számít. A monmouthi baptista templom szomszédságában áll.
Az épületet Benjamin Lawrence newporti építész tervezte, aki a későbbiekben a szomszédos templom terveit is készítette. Az intézet lépcsőházát a glasgowi Macfarlane készítette, a kovácsoltvas elemeket a Cormell Cheltenham cég, míg a domborműveket J. Willis. Az épületet 1868-ban nyitották meg. A dohányzó szalont és az olvasótermet 1897-ben építették.

## Története
Az intézet megépítését Matilda Jones, az Ancre Hill akkori tulajdonosa finanszírozta. 1868. október 15-én nyitotta meg kapuit ünnepélyes keretek között. A munkás férfiak, akik számára épült, megtámogatva a helyi katonaság rezesbandája által díszes felvonulást rendeztek az Ancre Hilltől az új épületig. A felvonuláson részt vettek a baráti társaságok képviselői is. Az intézményt elsősorban könyvtárnak szánták a munkásosztály számára. Matilda Jones már korábban működtetett egy olvasószobát hasonló célból a St. John’s Street egyik házában. Az épületben olvasószobát alakítottak ki, könyvtárat, szalont, üléstermet, galériát és egy előadótermet. Keith Kissack helytörténész szerint például az 1892/93-as évadban előadásokat tartottak a következő témakörökben: Homérosz, italozás és fizetések, angol királynők, család, Naprendszer, francia szalonok, kövületek, Egyiptom, rózsák háborúja, brit székesegyházak, stb. Az előadások általában két órát tartottak, ezt követően kötetlen beszélgetésre került sor. Az 1890-es évi rendkívül hideg tél idején konyhát létesítettek a rászorulók számára. Napjainkban művészeti galériaként üzemel.

## Fordítás
- Ez a szócikk részben vagy egészben  a(z)   1 Monk Street, Monmouth című angol Wikipédia-szócikk ezen változatának fordításán alapul.  Az eredeti cikk szerkesztőit annak laptörténete sorolja fel. Ez a jelzés csupán a megfogalmazás eredetét és a szerzői jogokat jelzi, nem szolgál a cikkben szereplő információk forrásmegjelöléseként.